# عطيفة قولونية
عطيفة قولونية (الاسم العلمي: Campylobacter coli) هي نوع من البكتيريا تتبع جنس العطيفة من فصيلة العطيفات.